# Condado de Menominee (Michigan)
O Condado de Menominee é um dos 88 condados do estado americano de Michigan. A sede do condado é Menominee, e sua maior cidade é Menominee.
O condado possui uma área de 3465 km² (dos quais 763 km² estão cobertos por água), uma população de 25 326 habitantes, e uma densidade populacional de 9 hab/km² (segundo o censo nacional de 2000).